# Morte in seminario
Morte in seminario (titolo originale Death in Holy Orders) è un romanzo poliziesco della scrittrice inglese P. D. James, l'undicesimo della serie di Adam Dalgliesh, pubblicato nel 2001.

## Trama
Dietro richiesta di Alfred Treeves, Dalgliesh viene incaricato di indagare in via informale sulla presunta morte accidentale del figlio adottivo dell'uomo, avvenuta nel seminario cattolico Saint Anselm, sulla costa spazzata dal vento dell'Anglia orientale. Un luogo nel quale l'Ispettore ha trascorso alcune vacanze della sua infanzia e del quale porta un bellissimo ricordo. Arrivato per fare chiarezza sul presunto incidente, egli si trova però coinvolto in una nuova morte nella quale non c'è niente di sospetto se non che l'assassino agisce con una premeditazione e una ferocia orribile.
L'Arcidiacono Crampton, forte oppositore dell'esistenza del seminario, viene trovato morto in Chiesa, di fronte a un Giudizio Universale, un'opera pittorica dal grande valore, sfregiato, da Padre Martin. Il quale, sconvolto, dà l'allarme con un rintocco di campana. A rispondere sono Emma Lavenhamm, insegnante di Cambridge, che lo trova disperato accanto al corpo e l'ispettore Dalgliesh. La Chiesa viene chiusa immediatamente e per l'Ispettore inizia una serie di incredibili scoperte sui personaggi che vivono intorno al monastero.

## Personaggi
Personaggi: Ispettore Dalgliesh - ispettrice Miskin - ispettore Tarrant - ispettore Robbins.
Personaggi e sospetti: Padre Martin Petrie ex direttore del seminario - Padre Sebastian Morell nuovo direttore - dottoressa Emma Lavenham in seminario per dei corsi sulla letteratura dell'anglicanesimo - il dottor Stannard che apparentemente svolge delle ricerche sui Trattariani- l'ispettore Roger Yarwood in congedo per malattia - George Gregory professore di greco ed ebraico antico
- Mrs e Mr Pilbeam cuoca e "custode"- Eric Surtees e sua sorella Karen - padre Peregrine - Padre Betterton e sua sorella.
I seminaristi: Raphael Arbuthnot - Stephen Morby  - Harry Bloxham - Peter Blackhurst.

## Edizioni italiane
- Morte in seminario, traduzione di Annamaria Raffo, Collana Omnibus, Milano, Arnoldo Mondadori Editore, 2001. - Collana Oscar Bestsellers n.1297, Mondadori, 2002, ISBN 978-88-04-51088-8.